# ЛіАЗ 5293
ЛіАЗ 5293 — 11.5-метровий автобус для міських перевезень, що був розроблений на Лікінському автобусному заводі і виготовляється з 2006 року; нині виготовлено понад 1900 екземплярів ЛіАЗ 5293. ЛіАЗ 5293 являє собою осучаснену версію ЛіАЗ 5256, тільки низькопідлогову, ще сучаснішим автобусом є ЛіАЗ 5292. На базі ЛіАЗ 5293 і ЛіАЗ 5292 випускається модифікація автобуса ЛіАЗ 52937 (ЛіАЗ 5292.57), що працює на метані. Автобуси ЛіАЗ 5293 працюють у невеликих кількостях у містах Росії.

## Описання моделі
ЛіАЗ 5293 являє собою 11.5-метровий автобус, що є перехідним від ЛіАЗ 5256, до ЛіАЗ 5292; автобус 5293 пристосований для міських перевезень та здатен перевозити великі маси пасажирів з великим пасажиропотоком. Порівняно з 5256 моделлю, 5293 модель зазнала чимало модернізацій конструкції. Довжина автобуса стала на 4 сантиметри більшою, аніж у ЛіАЗ 5256, і автобус є фактично найвищим з-поміж усього модельного ряду ЛіАЗ, його довжина становить трохи більш, аніж 3 метри. Кузов та дизайн автобуса мають ряд досить помітних відмінностей від 5256; дизайн кузова та елементів ззовні автобуса протягом виробництва не змінюється. Кузов ЛіАЗ 5293 одноланковий, тримальний, вагонного компонування. Кузов автобуса повністю оснащений антикорозійним покриттям, що значно покращує загальний дизайн та ресурс роботи кузова (для цього автобуса — не менше ніж 12 років служби); обшивка автобуса з листів неіржавкої сталі, світла і лискуча, що значно підвищує її тривкість та загальний вигляд моделі. Дизайн передка автобуса в цілому лишається той самий, хоча у комплектації відбулося декілька змін. Освітні фари автобуса, тепер вже не одинарні, а парні, меншого розміру та округлої форми. Фари автобуса мають лінзове скління, від чого відчутно збільшується їхня далекоглядність; протитуманні фари округлі, великого розміру, розташовуються під освітніми, їх вмонтовано у бампер, вони також оснащені лінзовим склінням. Бампер автобуса зварений з кузовом і не вилізає за габарити, у нього вмонтовано протитуманні фари; бампер вигинається посередині, де розташовується номер автобуса. Емблема Лікінського автобусного заводу розташовується над номером. Вітрове скло автобуса не змінилося у порівнянні з ЛіАЗ 5256 і залишається злегка вигнутим і загнутим по кутах. Лобове скло розділено надвоє, склоочисники переміщаються за допомогою тягових важелів; спеціального відсіку для маршрутовказівників у цього автобуса немає, проте електронне табло у нього є. Електронне табло-маршрутовказівник не має суцільного дисплею, тому кожен символ, цифра або літера розташовуються в окремій клітинці, саме ж табло розташовується у кабіні водія, де закріплене на стелі з правого боку. Бокові дзеркала зовнішнього виду сферичного типу, зручно звішуються з даху по стилю «вуха зайця». Спереду автобуса розташовуються передні габаритні вогні, завдяки світлотехніці з лінзовим склінням та потужним габаритним вогням, автобус добре видно у темну пору доби. Автобус ЛіАЗ 5293 це двовісний автобус (4×2), ободи коліс автобуса здебільшого дискові. Дизайн задньої панелі автобуса має багато подібностей до 5256 моделі; мотовідсік автобуса розташовується на задньому звисі (задок); попри те, що автобус низькопідлоговий, двигун автобуса майже повністю вдалося умістити під підлогою, а задній ряд сидінь розташовується на помості. Автобус комплектується двигуном Caterpillar-3126, потужністю 170—180 кіловат, двигун автобуса відповідає екологічним нормам щодо токсичності Euro-3. Підвіска автобуса пневматично-важільна (як у низькопідлогових моделей автобусів ЛіАЗ), вона оснащена системою кнілінгу англ. kneeling, тобто системою пониження рівня підлоги на кілька сантиметрів, такий тип підвіски добре амортизує рух по поганих дорогах, нівелюючи дефекти дорожнього покриття; у багатьох випусків ЛіАЗ 5293 з системою кнілінгу виникали деякі проблеми. Гальмівна система автобуса представлена основною пневматичною системою «Knorr-Bremse», з роздільним приводом по усіх осях; гальмівні механізми задньої осі барабанного типу, передня вісь має дискові механізми. Є і додаткова гальмівна система: 3 ступінчастий гідросповільнювач. Мости автобуса виконані угорською фірмою Raba. Основною перевагою автобуса та одною з його модернізації став низький рівень підлоги (35 сантиметрів до дорожнього покриття). До салону автобуса ведуть три двостулкові двері поворотного типу; вони мають певну особливість — середні двері та задні розкриваються паралельно до кузова (така ж система є і у ЛіАЗ 5292; ЛіАЗ 6213, така ж система відкриття дверей була запроваджена і на деяких нових тролейбусах, наприклад Белкоммунмаш 4200); така особливість надає ще більшому та швидшому пасажирообігу; широкі двері та низький рівень підлоги є дуже зручними для маломобільних громадян міст, малих дітей та інвалідів. «Пороги» автобуса біля дверей металічні, підлога автобуса застелена суцільнотягненим листом лінолеуму, що оснащений блискітками. Поручні цього автобуса зручно розташовані у великій кількості та різних формах по усьому салоні, вони можуть бути жовтого, зеленого або інших кольорів (це залежно від пофарбування та бажання замовника). Горизонтальні поручні розташовуються зверху з двох боків і тягнуться майже по усьому салоні , вони оснащені пластиковими ручками-тримачами для ще більшого комфорту, для, наприклад людей нижчого зросту. Вертикальні поручні розташовуються майже біля кожного ряду сидінь та на збірних майданчиках, на деяких з них є кнопки виклику до водія. Сидіння автобуса м'які, роздільного типу; сама основа зроблена з пластику, оббивка сидінь з синтетичних матеріалів; сидячих місць у автобуса 25 штук, на 2 більше, аніж у ЛіАЗ 5256, у якого було 23 сидіння; тоді як повна пасажиромісткість автобуса 5293 становить до 100 чоловік, коли у ЛіАЗ 5256 цих місць було близько 110. Більшість сидінь розташована на невеликих помостах, задній ряд розташований помітно вище рівня підлоги через те, що двигун не вдалося повністю умістити під підлогу, оскільки автобус є низькопідлоговим. У цього автобуса є одна збірний майданчик, що розташовується навпроти середніх дверей. У цьому місці є спеціально відведені місця для пасажирів у інвалідних візках, до того ж у автобуса є все для безпечного перевезення: біля середніх дверей є металічний відкидний пандус, що відкидається і збирається вручну, він здатен витримати дорослу людину у візку. На збірному майданчику є два (а вже не одне) місця для інвалідних возиків, що оснащені спеціальними відкидними сидіннями та ременями безпеки. Також у разі чого є кнопка виклику до кабіни водія; окрім цього є спеціальні поручні на низькому рівні. Бокові вікна автобуса зручно затоновані темно-коричневим кольором, бокові вікна автобуса великого розміру та роздільні, деякі вікна оснащені зсувними кватирками для вентиляції салону. Підсвітка салону здійснюється за допомогою плафонових світильників, що розміщені на даху автобуса. Вентиляція здійснюється за допомогою обдувних люків на даху та зсувних кватирок на бокових вікнах. Опалення рідинне, від незалежного нагрівника Webasto DBW-300 або Eberspacher Hydronic-35 (цей стояв на ЛіАЗ 5292). Кабіна водія автобуса відокремлена від салону суцільною перегородкою і має двері входу/виходу водія лише з салону, оскільки передні двері відкриваються одночасно а кабіна водія не охоплює передньої стулки дверей. Через достатньо довгу кабіну, планування передньої частини салону дещо погіршилося (з такими проблемами свого часу стикався ЛіАЗ 5256 і ЛАЗ 5252). Планування місця водія має чимало подібностей з ЛіАЗ 5292. Приладова панель автобуса зроблена з пластику, напівкругла у стилі «торпедо». Клавіші автобуса розташовуються на лівій та правій частині приладової панелі; оскільки двері входу/виходу водія з лівого боку немає, і там розташовано кілька кнопок керування, і що цікаво, там розташовується і радіо; кнопки керування дверним приводом також знаходяться на допоміжній панелі. Показникові прилади розташовуються у центрі приладової панелі. Допоміжні показники, як бензинометр, маслометр та розігрів двигуна замість маленьких віконець об'єднані у один великий циферблат, розташовується з правого боку. Тахометр автобуса розташовується між спідометром та мультициферблатом, він розрахований на 3000 об/хв. Спідометр розташовується з лівого боку, циферблат великого розміру, з з яскраво-оранжевою стрілкою на 125 км/год та електронним одометром (пробіг). Кнопка вмикання аварійної сигналізації розташовується над спідометром. Крісло водія комфортабельне, відповідає усім ергономічним стандартам, регулюється у глибину та висоту залежно від фізичних параметрів водія; крісло водія оснащене ременем безпеки. Окрім цього, у кабіні є аптечка для надання першої невідкладної допомоги та вогнегасник у разі пожежі. Кермова система автобуса, як і у ЛіАЗ 5292 ZF 8098 Servocom або Csepel, з гідропідсилювачем керма. Підкермові механізми (наприклад, важіль повороту або включення світлотехніки, звуковий сигнал та інше) об'єднані у один мультиджойстик, що розташований з лівого боку, клаксон (звуковий сигнал) подається за допомогою рожевої бокової кнопки на джойстику. У цього автобуса автоматична коробка передач від Allison або Voith, тому керування рухом здійснюється за допомогою двох керівних педалей — акселератор («газ») та сповільнення руху («гальмо»). Індикатор несправностей та система контролю стану автобуса знаходиться над показниковими приладами і представлена різними показниками стану. Вентиляція у кабіні водія відбувається за допомогою зсувної кватирки, або вентилятора, якщо він буде встановлений у кабіні. Максимальний комфорт контролю за дорогою здійснюють «вухасті» дзеркала зовнішнього виду. За швидкісними показниками цей автобус хоч і ненабагато, але швидший і потужніший за ЛіАЗ 5256, максимальна швидкість його руху 76 км/год.

## Характеристика і оцінка ЛіАЗ 5293
ЛіАЗ 5293 є по суті модернізованим ЛіАЗ 5256, який, у свою чергу мав немало недоліків у своїй конструкції, проте більшість їх у цій моделі було вирішено. Модернізація конструкції торкнулася і якості обшивки, цей автобус має більший ресурс кузова та силових агрегатів, ніж ЛіАЗ 5256. Інше нововведення, як низька підлога є безумовною перевагою ЛіАЗ 5293. Дизайн салону автобуса змінився і став кращим та новітнішим, кількість сидячих місць збільшилося на два; великим плюсом конструкції є те, що двигун вдалося вмістити «під підлогу», проте задній ряд через це розташовується на помості, також у автобуса наявне заднє скло (яке відсутнє у ЛіАЗ 5292 і ЛіАЗ 6213). Підвіска автобуса пневматично-важільна з мостами Raba, з системою кнілінгу. Автобус може за потреби перевозити пасажирів у інвалідних візках, має пандус для в'їзду. Зокрема, у автобуса дуже вдале планування місця водія, легке кермова система та автоматична коробка передач від Allison або Voith. Двері автобуса розкриваються паралельно до кузова, а їх ширина збільшилася до 128.2 сантиметрів (наприклад, у ЛіАЗ 6213 ширина дверей при відкритті їх розсувом ширина 126 сантиметрів) 
Щоправда, автобус має і ряд недоліків, які не вдалося вирішити і з ЛіАЗ 5256; нова система кнілінгу автобуса часто працює не так, як треба і може не реагувати на команду понижуватися, наприклад на зупинках. Планування сидячих місць загалом вдале, проте кабіна водія є занадто широкою, і через це у час-пік створюється регулярна тиснява на передньому майданчику автобуса; з тими проблемами стикалися і ЛіАЗ 5256, і ЛАЗ 5252. Дуже велике навантаження (понад 13 тон) при повному завантаженні йде на задню вісь.

## Технічні дані
| ЛіАЗ 5293                                | ЛіАЗ 5293                                                                             |
| ---------------------------------------- | ------------------------------------------------------------------------------------- |
| Загальні дані                            |                                                                                       |
| Модель                                   | ЛіАЗ 5292                                                                             |
| Серійно випускається з, рік              | 2006                                                                                  |
| Подібні автобуси (ЛіАЗи)                 | ЛіАЗ 5256, ЛіАЗ 6212, ЛіАЗ 5292, ЛіАЗ 6213                                            |
| Подібні автобуси (інші)                  | ЛАЗ 5252, Нєман 52021, МАЗ 103, МАЗ 104, МАЗ 107                                      |
| Кількість випущених екземплярів, штук    | не менше 80                                                                           |
| Призначення                              | міський                                                                               |
| Кузов                                    |                                                                                       |
| Описання кузова                          | одноланковий тридверний, тримальний вагонного компонування                            |
| Строк служби кузова, не менше ніж, роки  | 12                                                                                    |
| Габарити і елементи ззовні               |                                                                                       |
| Довжина кузова, мм                       | 11480                                                                                 |
| Ширина по молдінгу, мм                   | 2470                                                                                  |
| Висота, мм                               | 3007                                                                                  |
| Колісна база, мм                         | 5840                                                                                  |
| Дорожній просвіт, мм                     | ~180                                                                                  |
| Мінімальний радіус повороту, м           | 12.0                                                                                  |
| Споряджена маса, мм                      | 10250                                                                                 |
| Повна маса, мм                           | 17100                                                                                 |
| Передній звис, мм                        | 2545                                                                                  |
| Задній звис, мм                          | 3095                                                                                  |
| Ширина дверей, см                        | 128.2                                                                                 |
| Навантаження на передню вісь, кг         | 7500                                                                                  |
| Навантаження на задню вісь, кг           | 13000                                                                                 |
| Кут в'їзду передній/з'їзду задній, °     | 9                                                                                     |
| Фари (передок)                           | 8 2(поворотник);4 (освітні)+2 протитуманні з лінзовим склінням                        |
| Бокові дзеркала зовнішнього виду         | сферичні у стилі вуха зайця                                                           |
| Лобове скло                              | роздільне, гнуте, безколірне                                                          |
| Розташування мотовідсіку                 | задній звис                                                                           |
| Шасі і гальмівні системи                 |                                                                                       |
| Тип мостів                               | RABA                                                                                  |
| Підвіска                                 | пневматично-важільна                                                                  |
| Колеса/осі                               | дискові/2, 4×2                                                                        |
| Гальмівні механізми                      | барабанного типу (задня вісь); дискові (передня)                                      |
| Робоча гальмівна система                 | пневматична, з роздільним приводом на усі осі Knorr-Bremse                            |
| Додаткова гальмівна система              | 3-супінчастий гідросповільнювач                                                       |
| ABS                                      | наявна                                                                                |
| Салон і місце водія                      |                                                                                       |
| Двері до салону                          | 3 двостулкові; 2 з розсуванням паралельно до кузова                                   |
| Настил підлоги                           | лінолеум (пороги металеві)                                                            |
| Поручні                                  | тонкого типу, горизонтальні з пластиковими ручками                                    |
| Сидіння                                  | м'які, синтетичні, роздільного типу                                                   |
| Підсвітка у салоні                       | плафонові світильники на даху                                                         |
| Вікна                                    | безпечні, клеєні, тоновані                                                            |
| Опалення у салоні                        | рідинне від системи автономного опалювача Webasto DBW-300 або Eberspacher Hydronic-35 |
| Вентиляція у салоні                      | через люки і зсувні кватирки                                                          |
| Кількість сидячих місць, шт              | 25                                                                                    |
| Повна пасажиромісткість, чол             | 100                                                                                   |
| Можливе перевезення інвалідів у візках?  | так (докладніше у описанні)                                                           |
| Висота салону, см                        | ~220                                                                                  |
| Кабіна водія                             | відокремлена від салону перегородкою                                                  |
| Приладова панель                         | з пластмаси                                                                           |
| Кермова система                          | ZF 8098 Servocom або Csepel                                                           |
| Коробка передач                          |                                                                                       |
| Тип КПП                                  | автоматична                                                                           |
| Моделі КПП                               | Voith, Allison                                                                        |
| Кількість ступенів коробки передач, штук | 6                                                                                     |
| Двигун                                   |                                                                                       |
| Тип                                      | дизельний                                                                             |
| Назва двигуна                            | Caterpillar-3126                                                                      |
| Потужність, кіловат                      | 172—185                                                                               |
| Число циліндрів                          | 6, продовжне розташування                                                             |
| Робочий об'єм, літри                     | 7.2 літри                                                                             |
| Стандарт викидів                         | Euro-3                                                                                |
| Місткість паливного бака, літри          | 230                                                                                   |
| Контрольні витрати палива, літри         | 25                                                                                    |
| Максимальний обертальним момент, Нм      | 895 при 1440 об/хв                                                                    |
| Максимальна швидкість, км/год            | 76                                                                                    |